# Giuseppe Prato
Giuseppe Prato (Torino, 19 marzo 1873 – Torino, 18 agosto 1928) è stato un economista e storico italiano.

## Biografia
Giuseppe Prato nasce a Torino il 19 marzo 1873.
Dopo gli studi classici si iscrive alla Facoltà di Giurisprudenza dell'ateneo torinese. Conseguita a pieni voti la laurea, con una tesi sulla teoria della pace perpetua, inizia un breve apprendistato presso uno studio legale cittadino, ma presto i suoi interessi si indirizzano sui temi dell’analisi storica e sociale e dell’attualità politica ed economica.
Dal 1897-98, su incoraggiamento di Luigi Einaudi, inizia a frequentare, in qualità di socio residente, il Laboratorio di Economia Politica diretto da Salvatore Cognetti de Martiis. La partecipazione a tale Laboratorio è di grande importanza per la sua formazione e lo porta a contatto con economisti del calibro di Pasquale Jannaccone e Attilio Cabiati, oltre che dello stesso Luigi Einaudi, al quale è stretto da lunga amicizia e collaborazione. Risalgono a questi anni i primi contributi sulle maggiori riviste italiane del tempo sui temi portanti la ricerca del Laboratorio, dal pauperismo alle relazioni industriali, dall’emigrazione all’espansione coloniale. Parallelamente, Prato inizia ad interessarsi all’analisi delle istituzioni e delle vicende economiche del passato, in particolare in relazione allo Stato sabaudo nel diciottesimo secolo, ponendo le basi per importanti pubblicazioni.
Nel 1908 consegue la libera docenza in Economia politica e successivamente l'incarico di legislazione doganale presso l'Istituto Superiore di Studi Commerciali di Torino, poi Facoltà di Economia. Negli anni successivi ha un’intensa attività didattica, prima presso l'Università degli Studi di Genova (1910), poi nuovamente presso l'Università degli Studi di Torino, dove assume la titolarità del corso di Economia politica e di quello di Scienza delle finanze e Diritto finanziario, che tiene fino al 1925. A partire dal 1921 è inoltre docente di Politica economica presso l’Università Bocconi di Milano e, dall'anno accademico 1924-25, di Storia delle dottrine economiche presso la Facoltà di Giurisprudenza torinese.
Nel frattempo, Prato rinsalda la collaborazione scientifica con Luigi Einaudi, assumendo l’incarico di redattore capo (dal 1908) e poi di condirettore (dal 1915) de La riforma sociale e condividendone i valori liberali.
Animato da un forte spirito patriottico, durante il primo conflitto mondiale si schiera apertamente per la causa interventista, prendendo parte a numerose manifestazioni. Nel primo dopoguerra, con l’inasprirsi dello scontro sociale e l’occupazione dei grandi stabilimenti industriali del Nord Italia rafforza la sua convinzione che il sistema liberale sia ormai incapace di difesa e individua nel fascismo una via d’uscita dal caos del dopoguerra.
In questi anni, malgrado il progressivo aggravarsi delle sue condizioni di salute, prosegue le sue ricerche sulle dottrine e sui fatti economici dell’età moderna e contemporanea, pubblicando importanti opere. Attiva è anche la sua partecipazione al dibattito di Politica economica, con particolare attenzione ai temi del protezionismo, del ruolo dello Stato nell'attività economica, della lotta sociale, dell’emigrazione.  In riferimento a tali temi pubblica su diverse riviste scientifiche (La riforma sociale, il Giornale degli economisti, e L’industria), oltre a collaborare stabilmente alla Gazzetta del Popolo, come redattore finanziario. Per il prestigio delle sue ricerche, è socio residente dell’Accademia delle scienze di Torino dal 1915, nonché membro di numerose società scientifiche italiane ed estere.
Muore a Torino il 18 agosto 1928, dopo una lunga malattia.

## Opere
La partecipazione del Prato ai temi del dibattito dell’epoca e il suo paziente lavoro di ricerca storica ispira diverse opere, tra le quali:
- La teoria della pace perpetua, nelle sue derivazioni, nel suo svolgimento storico e nei suoi risultati (1897)
- Appunti di giurisprudenza bancaria in Inghilterra (1899)
- Italiani all'estero (1905)
- Censimenti e popolazione in Piemonte nei secoli XVI, XVII e XVIII (1906)
- Il costo della guerra di successione spagnuola e le spese pubbliche in Piemonte dal 1700 al 1713 (1907)
- La vita economica in Piemonte a mezzo il secolo XVIII (1908)
- Il protezionismo operaio (1910)
- Problemi monetari e bancari nei secoli XVII e XVIII (1916)
- Fatti e dottrine economiche alla vigilia del 1848 (1920)
- Il Piemonte e gli effetti della guerra sulla sua vita economica e sociale (1925)
- Risparmio e credito in Piemonte nell’avvento dell’economia moderna (1927)

## Archivio
L'archivio delle carte di Giuseppe Prato è conservato presso la Fondazione “L. Einaudi” di Torino.